# Bevara Sverige Svenskt
Bevara Sverige Svenskt (BSS) var en rasistisk, högerextrem och nationalrevolutionär kampanjorganisation bildad under sommaren 1979 med brittiska National Front som förlaga. Organisationen hade som mål att verka för begränsad invandring och för repatriering av i Sverige boende invandrare. Sven Davidson valdes vid föreningens första årsmöte 1983 till ordförande, en post han kom att inneha till organisationens upplösning den 16 november 1986. År 1988 bildades Sverigedemokraterna av tidigare BSS-medlemmar. Sverigedemokraterna har beskrivits som en ombildning av BSS till politiskt parti, och partiet använde "Bevara Sverige Svenskt" som paroll fram till slutet av 1990-talet.

## Historia

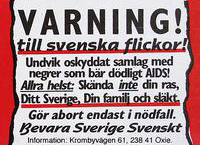
På ett klistermärke från 1980-talet riktar Bevara Sverige svenskt en varning till svenska flickor:
"VARNING!
till svenska flickor!
Undvik oskyddat samlag med
negrer som bär dödligt AIDS!
Allra helst: Skända inte din ras,
Ditt Sverige, Din familj och släkt.
Gör abort endast i nödfall.
Bevara Sverige Svenskt."

I slutet av 1970-talet bildades Bevara Sverige Svenskt (BSS) av personer med rötter i efterkrigstidens nazistiska och fascistiska grupperingar. BSS bildades formellt i Stockholm av bland andra Leif Zeilon, sedan han och några andra delat ut flygblad med invandringskritiska budskap i Nacka-Värmdö i augusti 1979, och undertecknat dessa med "Bevara Sverige Svenskt". Enligt föreningen själva var dess mål att "sprida kunskap om föreningens program samt att lämna information främst om den svenska befolkningspolitiken, och dess följder i dagens och framtidens Sverige".[källa behövs]
Personkopplingar skall ha funnits till bland annat den antikommunistiska organisationen Demokratisk allians och den fascistiska Nysvenska rörelsen, för vars Stockholmsavdelning Sven Davidson varit ordförande under 1960-talet. Stora delar av organisationens material producerades av Niels Mandell, som tidigare varit ledare för Nordiska rikspartiets aktionsgrupp RAG. Trots att partiet var baserat i Stockholm hade BSS fram till 1982 en postadress i Malmö hos Gösta Bergquist, som under tonåren varit medlem i Svensk socialistisk samling. Den egna lokalen, vid Södermannagatan på Södermalm i Stockholm, förfogade föreningen dock över först sommaren 1984. Ifrågavarande lokal övergick vid Sverigepartiets grundande 1986 i det partiets ägo.
Inledningsvis saknade BSS en traditionell organisationsstyrelse och hade istället ett kollegialt ledarskap. Visionen var att BSS skulle bli kärnan i en "nationell front" av nationella och invandrarfientliga organisationer. Politiskt föredöme såg BSS hos det brittiska partiet National Front och organisationen odlade kontakter med nynazistiska, antisemitiska och rasistiska organisationer i Europa. Till årsmötet 1984 bjöd man bland annat in den norske nazistledaren Erik Blücher från Norsk front.
Emedan man ursprungligen tänkt sig ett kollegialt ledarskap för BSS valde man så småningom att införa en mer traditionell ordförandepost, och från 21 mars 1982 fungerade grundaren Leif Zeilon som interimistisk ordförande. Vid organisationens första årsmöte 20 mars 1983 valdes Sven Davidson till ordförande, en post på vilken han förblev fram till organisationens upplösning.
Även om BSS officiellt höll sig utanför den parlamentariska politiken grundade en fraktion av BSS 1983 en inofficiell parlamentarisk gren under namnet Nationaldemokratiska partiet (NDP), till vilken BSS dock försökte dölja sin koppling. Partiet, som dominerades av skinheads och bland annat demonstrerade för Rudolf Hess frigivning, nådde inga större framgångar och lades ned efter riksdagsvalet 1985. Vid denna tidpunkt hade dock diskussionen om en ombildning till politiskt parti kommit igång på allvar.

### Sverigepartiet
BSS upphörde den 16 november 1986 sedan man kommit överens om att gå ihop med Framstegspartiets Stockholmsavdelning och bilda Sverigepartiet. I det nya partiet blev Framstegspartiets Stefan Herrmann partiledare, medan BSS-ledaren Sven Davidson blev vice ordförande. Även Leif Zeilon från BSS ingick i styrelsen. Totalt förde Framstegspartiet med sig cirka 80 medlemmar i boet, medan antalet BSS:are var väsentligt fler. Partiet kom att bli kortlivat, och deltog därför aldrig i något val.

### Sverigedemokraterna
Efter hårda interna strider och ömsesidiga uteslutningar upphörde Sverigepartiet den 27 oktober 1987 att existera. År 1988 bildades Sverigedemokraterna av tidigare medlemmar i BSS och Sverigepartiet. I Sverigedemokraternas vitbok beskrivs bildandet av Sverigedemokraterna som en ombildning av BSS till ett politiskt parti. Parollen "Bevara Sverige svenskt" användes sedan av Sverigedemokraterna, exempelvis som text på klistermärken och i rubriker i partiorganet SD-Kuriren. Föreningshistoriken BSS – ett försök att väcka debatt marknadsfördes av Sverigedemokraterna fram till 2003/04.

## Politiska åsikter

### Ideologi
Bevara Sverige Svenskt beskrev sig själva som nationella demokrater. Av utomstående observatörer har organisationen kategoriserats som rasistisk, högerextrem och nationalrevolutionär, och dess ideologiska grund har länkats till en artikel av Per Engdahl i Nysvenska rörelsens organ Vägen framåt, där Engdahl kritiserar rasargument och istället förespråkar kulturellt grundade argument mot invandring. Inte desto mindre använde sig organisationen av en starkt främlingsfientlig och rasistisk retorik; i föreningstidningen Patrioten förekom till exempel en skämtteckning med texten "Neger hotar sina offer", och i sitt första flygblad skrev man följande:
| ” | Invandringen hotar svenskarna! För varje år blir svenskarna allt färre och invandrarna fler. Om fyra generationer finns inget svenskarnas Sverige. Invandrarna och deras ättlingar har totalt ockuperat Sverige. Men kanske en turk som diktator och en neger som utrikesminister. Folket blir då ett chokladbrunt blandfolk som inte talar svenska utan olika språk huller om buller. | „ |

BSS kritiserade andra främlingsfientliga partier såsom Skånepartiet för att fokusera för mycket på ekonomiska frågor istället för de "etniska/kulturella aspekterna på invandringen" och idén om svenskarna som ett "etniskt särpräglat folk".

### Sakfrågor
Det gemensamma för de aktiva i föreningen var motstånd till invandring samt kravet på nationell solidaritet. Man förespråkade även repatriering av i Sverige boende invandrare samt förbud mot internationell adoption och en skärpt abortlag. Dessutom menade man att endast personer som var etniskt närbesläktade med nordbor skulle få räknas som flyktingar. BSS yrkade även  på bestraffning av svenska politiker. I ett brev riktat till samtliga ordförande i kommunfullmäktigen i Sverige, daterat 11 augusti 1986, skrev BSS-ordföranden Sven Davidsson att "BSS kommer att ombildas till parti och delta i valen kommunalt och på riksdagsplanet. Våra första åtgärder varhelst inflytande uppnås blir att kräva bestraffning av alla skyldiga för denna vansinniga utveckling (det vill säga beviljandet av permanenta uppehållstillstånd åt asylsökande)." Så sent som i medlemsbulletinen för april 1986 svarade 90 procent av medlemmarna i en enkät för tidningen att de förespråkade tvångsrepatriering.
Internationellt menade BSS att den västliga kapitalismen och kulturimperialismen var ett minst lika stort hot mot den svenska kulturen som kommunistblocket i öst. Man stödde med vissa reservationer apartheidsystemet i Sydafrika, då man menade att det var det enda sättet att "rädda" svarta medborgare från konsekvenserna av ett påstått "stamtänkande".
BSS motsatte sig svenskt medlemskap i EG och Nato, det senare på grund av riskerna "amerikanska negersoldater på svensk mark" medförde för den svenska befolkningens etniska särprägel. Man kritiserade även staten Israel som en "krigisk imperialistisk erövringsstat" såväl som den inhemska "zionismen", vars representanter man menade ville att "svenskt blod skulle flyta".

## Verksamhet
BSS rönte vissa framgångar, bland annat ställde FPU och Maria Leissner 4 oktober 1981 i Borås upp i offentlig debatt mot Christopher Jolin från BSS, 22 februari 1982 genomförde man sitt första torgmöte (i Södertälje) och 11 juni 1983 ett andra sådant i Uppsala. I samverkan med Nationaldemokratiska partiet genomfördes den första Karl XII-manifestationen i Stockholm samma år. Föreningen gav ut tidningen BSS-Nytt (1982-1983) som sedan bytte namn till Patrioten (1984-1986), såväl som en intern medlemsbulletin. Den sände också närradio tillsammans med Öppet Forum och kulturföreningen Gjallarhornet. BSS budskap fick efter en tid gehör bland en växande skara svenskar. Detta kan sägas ha lett till det mer populistiska nationella politiska budskapet i dagens extrema högerpartier. En länge ihågkommen aktivitet var den flygbladsutdelning och tidningsförsäljning som ägde rum vid Stockholms centralstation varje lördag från 1985, en tradition som sedan kom att upprätthållas av Sverigepartiet.

### BSS-Nytt och Patrioten
BSS-Nytt var ursprungligen namnet på den stencilerade tidskrift som utgavs som organ för Bevara Sverige Svenskt under 1980-talet och som bytte namn till Patrioten. I tidningen publicerades bland annat artiklar om "den judiska rasismen" men även om farorna med rökning. Man skrev även om nationalistiska band som Ultima Thule och nynazistiska som Skrewdriver och försvarade de skinheads som fängslats i samband med en demonstration för frigivningen av Rudolf Hess. I tidskriften fanns det annonser för nazistisk litteratur från William Luther Pierces förlag National Vanguard Books och National Fronts förlag Nationalist Books, såväl som inhemskt producerade texter med titlar som "Information om rasskillnader". Även David Dukes organisation NAAWP uppmärksammades i positiva ordalag i Patrioten. Man publicerade även antisionistiska och stundtals antisemitiska artiklar med titlar som "Kommunister och judar varandra avgudar".
Namnet BSS-Nytt användes även 1991–1992 av en "redaktionsgrupp" bestående av Percy Brunström, Fhred Holmqvist (ansvarig utgivare), Kenneth Gunnarsson (redaktör) och Ingrid Eriksson, som namn för stencilerade, starkt samhällskritiska bulletiner, dock utan någon koppling till BSS som då hade upplösts.